# دي جي ليلى
دي جي ليلى هي مقدمة برامج إذاعية فلبينية، ولدت في 24 ديسمبر 1978.